# ファイブスタン
ファイブスタン（英: Five Stans）とは、キルギスタン、カザフスタン、トルクメニスタン、タジキスタン、ウズベキスタンの旧ソビエト連邦で中央アジアに位置している5か国を示す言葉。地理的にも近い場所にあるため、このようにまとめられることがある。